# Eleutherodactylus maurus
Eleutherodactylus maurus är en groddjursart som beskrevs av Hedges 1989. Eleutherodactylus maurus ingår i släktet Eleutherodactylus och familjen Eleutherodactylidae. IUCN kategoriserar arten globalt som otillräckligt studerad. Inga underarter finns listade i Catalogue of Life.